# Ben Garrison
Pour les articles homonymes, voir Garrison.
Ben Garrison est un caricaturiste politique américain pro-Trump. Ses dessins traitent souvent de personnalités conservatrices et de politiciens de droite, et font souvent l'éloge de Donald Trump. Il caricature aussi les figures du Parti démocrate, et plus largement les tenants des idées progressistes aux États-Unis. Ses dessins ont à plusieurs reprises suscité la polémique.

## Éducation
Garrison a fréquenté la Angelo State University dans les années 1970. Il déclare avoir obtenu son diplôme en art avec mention en 1979.

## Carrière
Garrison voulait à l'origine faire carrière dans les beaux-arts, mais a commencé à travailler comme graphiste au San Angelo Standard-Times, où son premier dessin est publié en 1980. Il n'a commencé à faire des caricatures politiques qu'après la crise financière de 2007-2008, ce qui l'a fait redessiner après une interruption de 20 ans. 
En 2010, Garrison a mis en ligne sur Internet un dessin illustrant l’Œil de la Providence, frappant de ses jambes les membres du public, lesquelles sont assimilées aux deux grands partis politiques américains, les Républicains et les Démocrates.  Par la suite, un utilisateur de 4chan a posté une version modifiée du dessin dans laquelle l’Œil de la Providence a été remplacé par une caricature antisémite d’un homme juif (le Happy Merchant de A. Wyatt Mann). De nombreuses autres modifications de ses dessins ont par la suite été publiées sur internet. Il a de ce fait été qualifié de « dessinateur le plus trollé du monde »,,. Garrison est souvent associé, sur internet, au mouvement des suprématistes blancs et à l'antisémitisme, ce qu'il déplore : son nom est mentionné, sans fondement, dans une liste de membres présumés du Ku Klux Klan divulgués par Anonymous, avant d'en être retiré,. 
En mai 2016, une publication de Garrison comparant Michelle Obama et Melania Trump a attiré l'attention aux États-Unis,. La caricature montre Obama « renfrognée, masculine et maussade », contrastant avec Trump, « souriante, féminine et sexy », avec la légende « Make The First Lady Great Again! » (en français : Redonner sa grandeur à la première dame !). 
L'Anti-Defamation League considère qu'un dessin de Garrison publié en 2017, représentant une main verte flétrie sortant d'un manche de manteau étiqueté « Rothschilds » avec un bouton de manchette en forme de triangle et de couleur jaune, tenant George Soros telle une marionnette, lequel contrôle à son tour des marionnettes de H. R. McMaster et de David Petraeus, est explicitement antisémite. 
En juillet 2018, Ron Paul, ancien représentant du Texas au Congrès, et candidat à la présidence sous l'étiquette républicaine, a publié un tweet contenant un dessin attribué à Ben Garrison qui figurait des stéréotypes racistes et antisémites attaquant L'allégorie Oncle Sam. Cependant, ce dessin n'est pas de son fait : Il s'agit d'un montage d'une publication datant de 2008 de Carlos Latuff, modifié avec des visages extraits des caricatures racistes et antisémites de A. Wyatt Mann, pseudonyme de Nick Bougas (en),. 
Les attaques de Ben Garrison contre les survivants de la fusillade à Parkland ont également été critiquées,. 
Dans une interview accordée au média de droite conservateur Breitbart News en 2015, il a déclaré qu'il ne soutenait aucun candidat à l'élection présidentielle américaine de 2016, mais qu'il admirait Trump pour avoir « secoué le Parti républicain contrôlé par les néo-conservateurs ». Il le dessine systématiquement comme beau, jeune et charismatique, de même pour son épouse. 
Il est aussi un invité régulier du site InfoWars, fondé par le complotiste Alex Jones.